# Белл, Мэрайя
Мэра́йя Белл (или Мара́йя Белл; англ. Mariah Bell; род. 18 апреля 1996, Талса) — американская фигуристка, выступавшая в одиночном катании. Чемпионка США (2022), серебряный призёр чемпионата США (2020), победительница этапа Гран-при Skate Ameriса (2020), серебряный призёр Skate Ameriса (2016), победительница турнира-челленджера Nebelhorn Trophy (2019), победительница командного чемпионата мира в составе сборной США (2019).

## Биография
Мэрайя Белл родилась 18 апреля 1996 года в городе Талса. Мэрайя — второй ребёнок в семье Кендры и Энди Белл. Её старшая сестра первой начала заниматься фигурным катанием, и в том числе, принимала участие в ледовом шоу «Disney on Ice». Когда Мэрайе было двенадцать лет, семья переехала из Техаса в штат Колорадо, чтобы обеспечить сёстрам тренировочный процесс с новым тренером.

## Карьера

### Ранние годы
В возрасте четырёх лет, по примеру своей старшей сестры, Морган, занялась фигурным катанием. В 2011 году Мэрайя стала бронзовым призёром чемпионата США на детском уровне (англ. Novice). На чемпионате США 2012 года она заняла пятое место среди юниоров. В Италии, на международном турнире Gardena Spring Trophy 2012 завоевала «серебро» в юниорском разряде.
В сезоне 2012/2013 годов она улучшила результат на чемпионате США среди юниоров, завоевав серебряную награду и уступив лишь Полине Эдмундс.

### Сезон 2013—2014
В сентябре Мэрайя дебютировала на этапах юниорского Гран-при. На этапе в Мексике она завоевала «бронзу», а в Польше финишировала на седьмой позиции. Впервые приняв участие в чемпионате США среди взрослых, она завершила его во втором десятке.

### Сезон 2014—2015
В новом сезоне Белл дебютировала на международных соревнованиях взрослого уровня. Она приняла участие в двух турнирах серии Челленджер. В Германии на Nebelhorn Trophy заняла пятое место с суммой баллов за обе программы 148,48. Затем в начале декабря она выступила в Хорватии на турнире «Золотой конёк Загреба», но совершив по одному падению в каждой из программ, она финишировала восьмой. В январе на национальном чемпионате она вошла в шестёрку лучших одиночниц США.

### Сезон 2015—2016
Сезон 2015—2016 фигуристка начала на домашнем этапе серии «Челленджер» U.S. International Classic, закончив турнир на шестом месте. Затем она менее удачно выступила в Словакии на соревновании Мемориал Непелы, по итогам исполнения двух программ, став лишь тринадцатой.
В конце октября Мэрайя дебютировала во взрослой серии Гран-при на домашнем этапе, по итогам которого заняла восьмое место. На чемпионате США после исполнения короткой программы занимала шестую позицию, но допустив несколько ошибок в произвольной, заняла лишь одиннадцатое итоговое место.

### Сезон 2016—2017

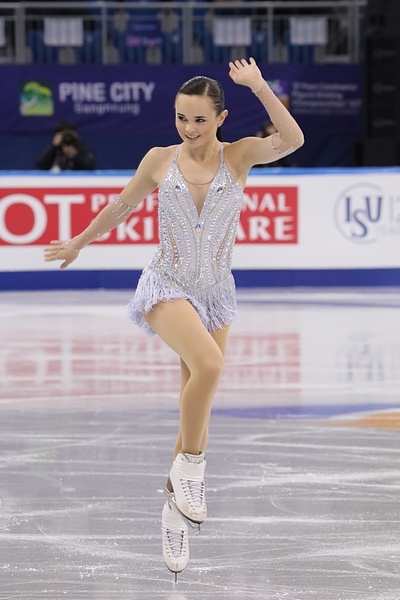
Мэрайя Белл на чемпионате четырёх континентов 2017

Перед началом следующего сезона Мэрайя решила поменять тренера, перейдя к Рафаэлю Арутюняну. Это сразу же дало положительный результат: на домашнем турнире серии «Челленджер» в Солт-Лейк-Сити на U.S. International Classic 2016 она выиграла серебряную медаль. В конце сентября, как и год назад, она приняла участие в Мемориале Непелы, на этот раз заняв третью ступень пьедестала. В октябре Белл попала в число участников на домашнем этапе Гран-при. За две недели до старта она заменила соотечественницу Анжелу Ванг, которая отказалась от выступления из-за травмы лодыжки. Её выступление произвело фурор, она улучшила все свои прежние спортивные достижения и выиграла серебряную медаль. После этого, в ноябре, Мэрайя приняла участие в ещё одном турнире серии «Челленджер» Tallinn Trophy, где не смогла попасть на пьедестал.
В январе 2017 года на национальном чемпионате, проходившем в Канзасе, Мэрайя Белл смогла составить конкуренцию ведущим американским фигуристкам и завоевала бронзовую медаль. Это впервые дало ей право принять участие в чемпионате четырёх континентов, где, несмотря на неудачное выступление в произвольной программе, она заняла шестое место. В конце марта состоялся её дебют на чемпионате мира в Хельсинки, где она почти повторила результат, достигнутый ранее на этапе Гран-при, и заняла двенадцатое место.

### Сезон 2017—2018
По уже устоявшийся традиции, олимпийский сезон Мэрайя начала в Солт-Лейк-Сити на турнире U.S. International Classic, где финишировала пятой. Через месяц она впервые побывала в России, приняв участие в открывавшем серию Гран-при российском этапе, где стала шестой. При этом ей удалось улучшить своё прежнее достижение в короткой программе. Через три недели она выступила в Японии, где, допустив несколько серьезных ошибок, заняла лишь девятое место.
На национальном чемпионате в Сан-Хосе она снова выступила не совсем удачно и вновь не попала на пьедестал. Учитывая, что перерыв между континентальным чемпионатом и Олимпийскими играми был 2 недели, американская федерация отправила на чемпионат четырёх континентов второй состав. В конце января 2018 года в Тайбэе на этом турнире Белл вошла в пятёрку лучших фигуристок и оказалась лучшей из США. На втором в своей карьере чемпионате мира она снова заняла двенадцатое место.

### Сезон 2018—2019
Постолимпийский сезон для Белл начался на турнире Nebelhorn Trophy, на котором она финишировала четвертой с результатом 188,97. Позже она была приглашена для участия в Skate Canada International, где снова стала четвёртой, несколько улучшив сумму баллов — 190,25. В ноябре заняла пятое место на NHK Trophy. Спустя месяц завоевала бронзовую награду на соревновании «Золотой конёк Загреба». Занимая четвёртое место по результатам короткой программы, Белл несколько улучшила результат в произвольной, и заняла третью итоговую позицию.
На чемпионате США Белл завоевала, вторую в карьере, «бронзу» национального первенства, уступив Брэди Теннелл и тринадцатилетней Алисе Лю. Мэрайя Белл была включена в состав сборной США на командный чемпионат мира и чемпионат четырёх континентов, поскольку Лю, из-за возрастных ограничений ИСУ, не имеет права выступать на взрослых (и на юниорских) международных соревнованиях.
Белл заняла третье место в короткой программе на чемпионате четырёх континентов, получив малую бронзовую медаль. Однако допустив несколько ошибок в произвольной программе, она опустилась на шестое место. На чемпионате мира Белл обновила личные рекорды за короткую (71,26) и произвольную (136,81) программы, а также набрала рекордную для себя сумму баллов (208,07).
Последним турниром в сезоне для Белл стал командный чемпионат мира, на котором в составе сборной США она завоевала «золото».

### Сезон 2019—2020

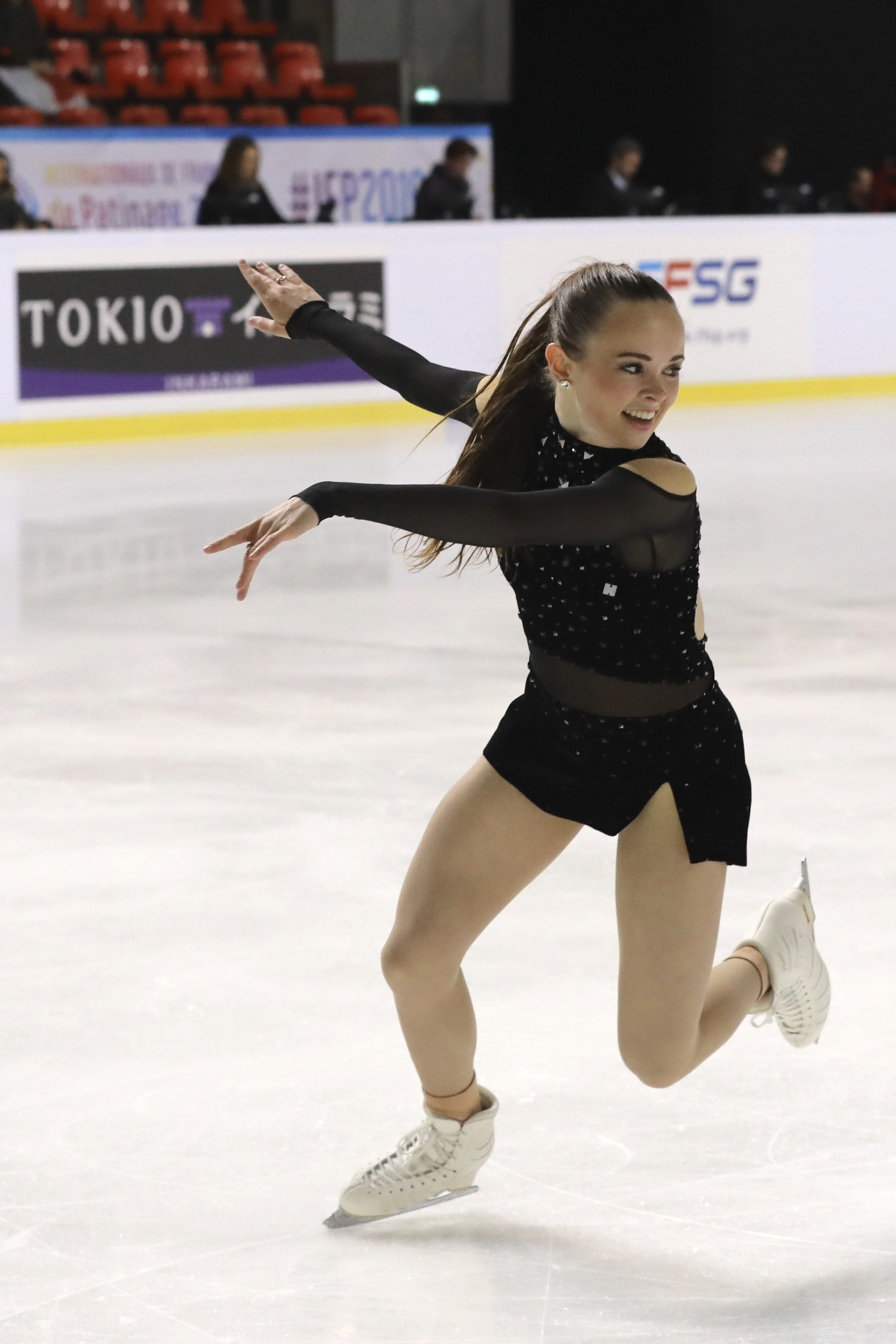
Мэрайя Белл в короткой программе на этапе Гран-при во Франции

Сезон 2019—2020 начала с выступления на турнире серии «Челленджер» Nebelhorn Trophy, который она уверенно выиграла с отрывом в общей сумме баллов 18,86.
В начале ноября выступила на третьем этапе Гран-при Internationaux de France, где в короткой программе занимала 3-е место с 70,25 баллами. В произвольной программе заняла 2-е место с 142,64 баллов, по итогу заняла 3-е место с 212,89 баллов. На пятом этапе Гран-при Rostelecom Cup, в короткой программе расположилась на 3-м месте с 67,11 баллами. В произвольной программе расположилась также на 3-м месте с 138,56 баллами, по итогу заняла 3-е место с суммой баллов 205,67.
В январе выступила на национальном чемпионате, проходившем в городе Гринсборо, после короткой программы была на 3-м месте с 73,22 баллами. В произвольной программе заняла 2-е место с 151,99 баллов, по итогу расположилась на 2-м месте с суммой баллов 225,21.

### Сезон 2021—2022
В ноябре выступила на этапе Гран-при Internationaux de France, где в короткой программе расположилась на 10-м месте с 60,81 баллами. В произвольной программе расположилась на 4-м месте с 129,98 баллами, по итогу заняла 6-е место с суммой баллов 190,79. Через неделю выступила на этапе Гран-при Rostelecom Cup, где в короткой программе расположилась на 3-е месте с 69,37 баллами. В произвольной программе расположилась на 4-м месте с 140,98 баллов, по итогу заняв 4-е место.
В начале января выступила на национальном чемпионате, где в короткой программе заняла первое место с 75,55 баллами. В произвольной программе она также заняла первое место и получила 140,70 балла, по итогу она выиграла турнир с суммой баллов 216,25.
В феврале выступила на Олимпийских играх в Пекине. В короткой программе допустила ошибку при исполнении каскада и расположилась на промежуточном одиннадцатом месте. В произвольной программе стала восьмой, в итоговом зачёте заняла 10-е место.
На чемпионате мира в короткой программе Белл улучшила свой личный лучший результат и заняла промежуточное третье место, тем самым завоевала малую бронзовую медаль за короткую программу. В произвольной программе ошиблась при исполнении тройных лутцев и стала четвёртой, в итоговом зачёте опустилась на четвёртое место.
В октябре 2022 года объявила о завершении карьеры.

## Программы
| Сезон     | Короткая программа | Произвольная программа | Показательное выступление                 |
| --------- | --- | --- | ----------------------------------------- |
| 2021—2022 | - «River Flows in You» Yiruma хореография: Адам Риппон и Молли Оберстар - «Chromatica II» - «911» Леди Гага - «Rain on Me» Леди Гага и Ариана Гранде хореография: Адам Риппон и Кордеро Цукерман | - «Hallelujah» в исполнении K.D. Lang хореография: Ше-Линн Бурн - «Both Sides Now» Джони Митчелл хореография: Ше-Линн Бурн |                                           |
| 2020—2021 | - «Glitter in the Air» Пинк хореография: Адам Риппон | - «Dancing Queen» - «The Winner Takes It All» - «Mamma Mia» - «Thank You for the Music» ABBA хореография: Ше-Линн Бурн     |                                           |
| 2019—2020 | - «Radar» - «Work Bitch» Бритни Спирс хореография: Адам Риппон | - «Hallelujah» KD Lang хореография: Ше-Линн Бурн                                                                           | - «Always Remember Us This Way» Lady Gaga |
| 2018—2019 | - «To Love You More» Дэвид Фостер, Эдгар Бронфман (мл.) в исполнении Селин Дион хореография: Адам Риппон                                                                                         | - «Divenire» Людовико Эйнауди - «Experience» Людовико Эйнауди хореография: Ше-Линн Бурн                                    | - «Stand By Me» Florence and the Machine  |
| 2017—2018 | - «Roxie» (из фильма «Чикаго») в исполнении Рене Зеллвегер - «All That Jazz/Overture» (из мюзикла «Чикаго») Джон Кандер хореография: Роэне Уорд                                                  | - Вестсайдская история Леонард Бернстайн                                                                                   | - «Rise Up» Andra Day                     |
| 2016—2017 | - «Roxie» (из фильма «Чикаго») в исполнении Рене Зеллвегер - «All That Jazz/Overture» (из мюзикла «Чикаго») Джон Кандер хореография: Роэне Уорд                                                  | - «East of Eden» Ли Холдридж хореография: Роэне Уорд                                                                       | - «Rise Up» Andra Day                     |
| 2015—2016 | - «Storm Cry» Дэвид Аркенстоун хореография: Синди Стюарт | - Рождённый четвёртого июля Джон Уильямс хореография: Роэне Уорд                                                           |                                           |
| 2014—2015 | - «Little Talks» Of Monsters and Men в исполнении Курта Хьюго Шнайдера хореография: Синди Стюарт                                                                                                 | - Титаник Джеймс Хорнер хореография: Синди Стюарт                                                                          |                                           |
| 2013—2014 | - «Besame Mucho» Консуэло Веласкес - «Malagueña» Эрнесто Лекуона хореография: Синди Стюарт | - Титаник Джеймс Хорнер хореография: Синди Стюарт                                                                          | - На золотом озере Дейв Грусин            |
| 2012—2013 | - «I’m a Doun» Ванесса Мэй хореография: Синди Стюарт | - Вестсайдская история Джошуа Белл хореография: Синди Стюарт                                                               |                                           |
| 2011—2012 | - Mack and Mabel Джерри Херман хореография: Синди Стюарт | - Навсикая из Долины ветров Дзё Хисаиси хореография: Синди Стюарт                                                          |                                           |
| 2010—2011 | - К востоку от рая Леонард Розенман хореография: Скотт Браун | - Кошки Эндрю Ллойд Уэббер хореография: Скотт Браун                                                                        |                                           |

## Спортивные достижения
| Соревнования                             | 11/12                        | 12/13                        | 13/14                        | 14/15                        | 15/16                        | 16/17                        | 17/18                        | 18/19                        | 19/20                        | 20/21                        | 21/22                        | 22/23                        |
| Международные индивидуальные             | Международные индивидуальные | Международные индивидуальные | Международные индивидуальные | Международные индивидуальные | Международные индивидуальные | Международные индивидуальные | Международные индивидуальные | Международные индивидуальные | Международные индивидуальные | Международные индивидуальные | Международные индивидуальные | Международные индивидуальные |
| ---------------------------------------- | ---------------------------- | ---------------------------- | ---------------------------- | ---------------------------- | ---------------------------- | ---------------------------- | ---------------------------- | ---------------------------- | ---------------------------- | ---------------------------- | ---------------------------- | ---------------------------- |
| Зимние Олимпийские игры                  |                              |                              |                              |                              |                              |                              |                              |                              |                              |                              | 10                           |                              |
| Чемпионаты мира                          |                              |                              |                              |                              |                              | 12                           | 12                           | 9                            | С                            |                              | 4                            |                              |
| Чемпионаты четырёх континентов           |                              |                              |                              |                              |                              | 6                            | 5                            | 6                            |                              |                              |                              |                              |
| Этапы Гран-при: NHK Trophy               |                              |                              |                              |                              |                              |                              | 9                            | 5                            |                              |                              |                              |                              |
| Этапы Гран-при: Rostelecom Cup           |                              |                              |                              |                              |                              |                              | 6                            |                              | 3                            |                              | 4                            |                              |
| Этапы Гран-при: Skate America            |                              |                              |                              |                              | 8                            | 2                            |                              |                              |                              | 1                            |                              |                              |
| Этапы Гран-при: Skate Canada             |                              |                              |                              |                              |                              |                              |                              | 4                            |                              |                              |                              |                              |
| Этапы Гран-при: Internationaux de France |                              |                              |                              |                              |                              |                              |                              |                              | 3                            |                              | 6                            |                              |
| Челленджеры. Золотой конёк Загреба       |                              |                              |                              | 8                            |                              |                              |                              | 3                            |                              |                              |                              |                              |
| Челленджеры. Nebelhorn Trophy            |                              |                              |                              | 5                            |                              |                              |                              | 4                            | 1                            |                              |                              |                              |
| Челленджеры. Мемориал Ондрея Непелы      |                              |                              |                              |                              | 13                           | 3                            |                              |                              |                              |                              |                              |                              |
| Челленджеры. Кубок Таллина               |                              |                              |                              |                              |                              | 4                            |                              |                              |                              |                              |                              |                              |
| Челленджеры. U.S. International Classic  |                              |                              |                              |                              | 6                            | 2                            | 5                            |                              |                              |                              |                              |                              |
| Cranberry Cup                            |                              |                              |                              |                              |                              |                              |                              |                              |                              |                              | 3                            |                              |
| Международные командные                  |                              |                              |                              |                              |                              |                              |                              |                              |                              |                              |                              |                              |
| Командные чемпионаты мира                |                              |                              |                              |                              |                              |                              |                              | 1                            |                              |                              |                              |                              |
| Japan Open                               |                              |                              |                              |                              |                              |                              |                              |                              |                              |                              |                              | 2                            |
| Международные среди юниоров              |                              |                              |                              |                              |                              |                              |                              |                              |                              |                              |                              |                              |
| Этапы юниорского Гран-при. Мексика       |                              |                              | 3                            |                              |                              |                              |                              |                              |                              |                              |                              |                              |
| Этапы юниорского Гран-при. Польша        |                              |                              | 7                            |                              |                              |                              |                              |                              |                              |                              |                              |                              |
| Gardena Spring Trophy                    |                              | 2                            |                              |                              |                              |                              |                              |                              |                              |                              |                              |                              |
| Национальные                             |                              |                              |                              |                              |                              |                              |                              |                              |                              |                              |                              |                              |
| Чемпионаты США                           | 5J.                          | 2J.                          | 13                           | 6                            | 11                           | 3                            | 5                            | 3                            | 2                            | 5                            | 1                            |                              |